# Nádi tücsökmadár
A nádi tücsökmadár (Locustella luscinioides) a madarak osztályának verébalakúak (Passeriformes) rendjébe és a tücsökmadárfélék (Locustellidae) családjába tartozó faj.

## Előfordulása
Európa és Ázsia nyugati részén  él. A nagyobb nádasok és gyékényesek lakója. Telelni Afrikába vonul, a Nílus völgyét követve egészen a trópusokig.

## Alfajai
- Locustella luscinioides luscinioides (Savi, 1824) – északnyugat-Afrikától dél-Angliáig, dél-Finnországig, az Urál-hegység középső részéig és a Balkán-félszigetig költ, nyugat-Afrikában telel;
- Locustella luscinioides fusca (Severtsov, 1873) – költési területe Izraeltől Kis-Ázsián, északkelet-Iránon és közép-Kazahsztánon keresztül északnyugat-Afganisztánig és nyugat-Kínáig terjed, északkelet-Afrikában telel;
- Locustella luscinioides  sarmatica (Kazakov, 1973) – költési területe kelet-Ukrajnától a Volga völgyén keresztül a Urál-hegység északi oldaláig terjed, északkelet-Afrikában telel.

## Megjelenése
Hossza 14 centiméter, szárnyfesztávolsága 18–21 centiméter, testtömege pedig 14–17 gramm. Tollazata világosbarna, mintázat nélkül. Háti része sötétebb, vörösesbarna.

## Életmódja
Szúnyogokkal, hernyókkal, pókokkal és tegzesekkel táplálkozik.

## Szaporodása

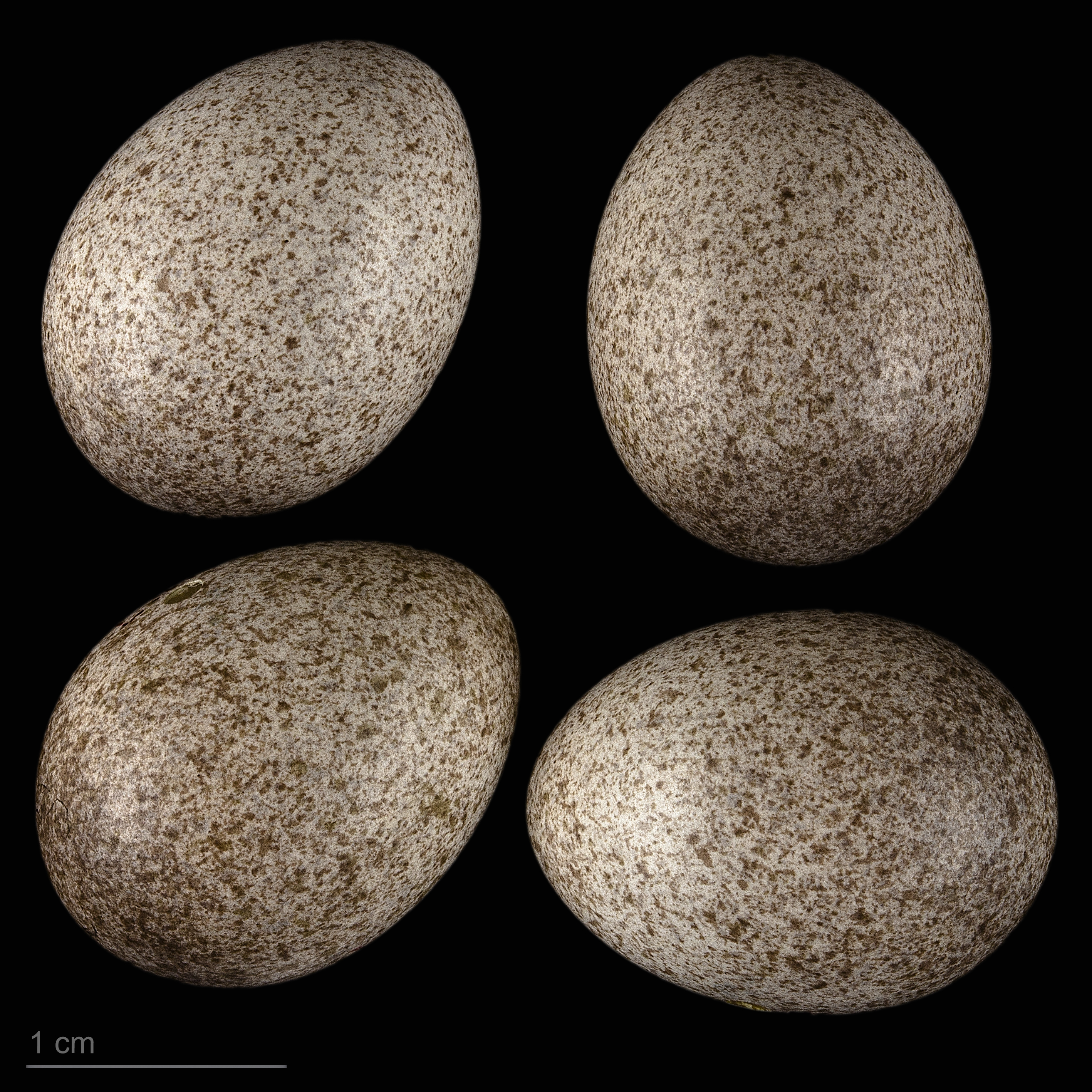
Locustella luscinioides

A hím április végétől énekével csábítja a tojót. A fészekhez való száraz nádat a hím gyűjti és a tojó készíti el a fészket, legfeljebb 30 centiméterre a mocsár, vagy a víztükör felett. Fészekalja 4-6 darab 25 milliméteres nagyságú tojásból áll, melyeken 12-13 napig kotlik a tojó, míg a táplálékról a hím gondoskodik. A fiókák még 12-14 napot töltenek a fészekben, mire önállóak lesznek.

## Kárpát-medencei előfordulása
Áprilistól szeptemberig tartózkodik Magyarországon, rendszeres fészkelő. Állománya 13 000-30 000 példány.

## Védettsége
A faj szerepel a Természetvédelmi Világszövetség listáján még, mint nem védett. Európában biztos állományú fajként tartják nyilván.  Magyarországon védett, természetvédelmi értéke 50  000 Ft.